# María Ignacia (Estación Vela)
Maria Ignacia - Vela is een plaats in het Argentijnse bestuurlijke gebied Tandil in de provincie Buenos Aires. De plaats telt 1.822 inwoners.

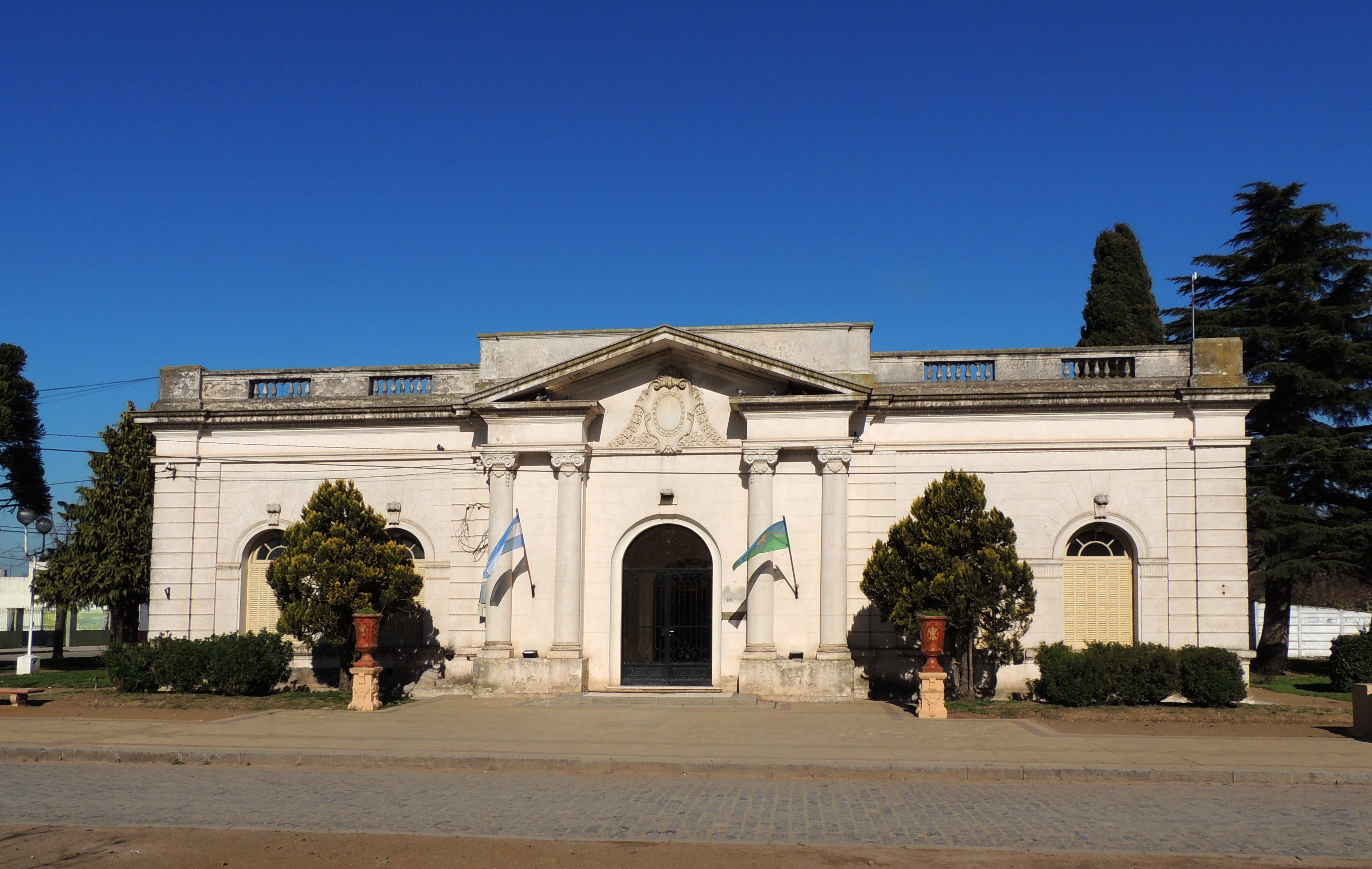
Gemeentehuis
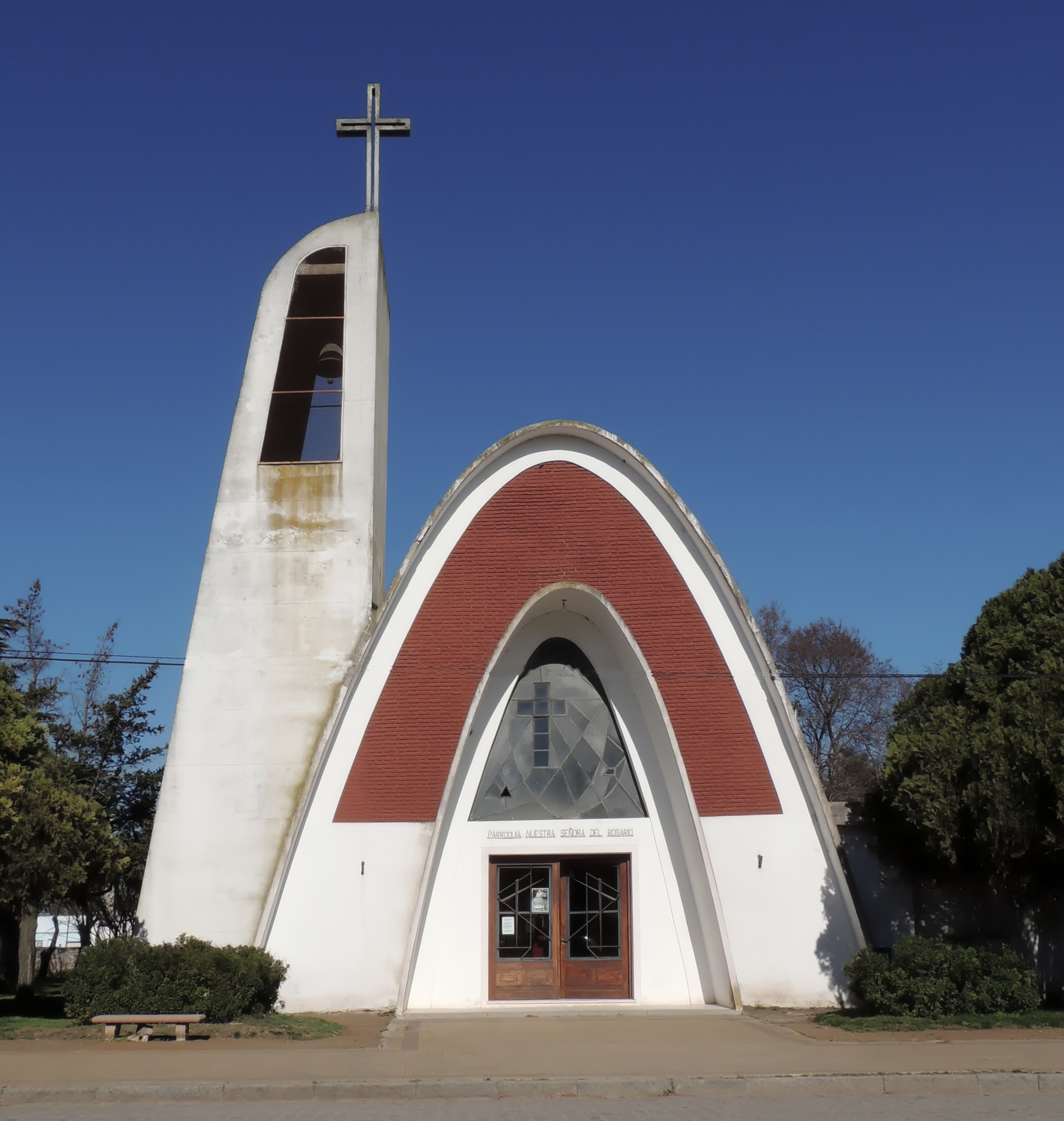
Parochiekerk